# Snuten (film, 1975)
Snuten (franska: Flic Story) är en fransk-italiensk kriminalfilm från 1975 i regi av Jacques Deray.
Filmen är baserad på Roger Borniches självbiografiska roman Snuten: en fransk kriminalare om sitt svåraste uppdrag.

## Rollista i urval
- Alain Delon - kommissarie Roger Borniche
- Jean-Louis Trintignant - Emile Buisson
- Renato Salvatori - Mario Poncini, "Le Rital"
- Claudine Auger - Catherine
- Maurice Barrier - René Bollec
- Françoise Dorner - Suzanne Bollec
- Marco Perrin - polischef Vieuchene
- André Pousse - Jean-Baptiste Buisson
- Henri Guybet - kommissarie Hidoine
- Jacques Marin - Saint-Rémys värdshusvärd